# Purpurallamanda
Purpurallamanda (Allamanda blanchetii) är en art i familjen oleanderväxter från Brasilien (Bahia och Ceara). Den växer längs vattendrag eller i skogsbryn i låglandsområden. Arten odlas ibland som krukväxt i Sverige.
Purpurallamanda är en städsegrön buske med veka grenar eller klättrande lian, som kan bli 3 m eller mer. Bladen sitter 3-5 i krans, de blir 8-12 cm långa, äggrunda och är håriga, särskilt undertill. Blommorna kommer på korta skott i bladvecken, ca 7 cm i diameter och 7 cm långa, purpurrosa. Arten blommar större delen av sommaren.

## Sorter
- Alba' - har vita blommor.
- 'Caramel Blush'
- 'Caribbean Sunset' - har rosa blommor.
- 'Cherries Jubilee' ('Chocolate Cherry') - blommor ljust rosa med rött svalg, med anstrykning av choklad- eller bronston i knoppar och blommor. Blomman är ojämnt färgad och bleknar även med ålder.
- 'Chocolate Swirl' - blommor gräddfärgade till ljust persikorosa med bruna markeringar på utsidan, 5 cm i diameter.
- 'Jamaican Sunset' - ljust rökrosa med ljust purpur antrykning.
- 'Peaches and Cream'
- 'Winter Velvet'

Det är oklart om flera av dessa sorter är urvalsformer eller hybrider med allamanda.

## Odling
See allamandor. Minimitemperatur som friplanterad i växhus 5°C.

## Synonymer
- Allamanda violacea Gardner & Fielding